# براودهمبوری
براودهمبوری (به انگلیسی: Broadhembury) یک روستا و محله مدنی در بریتانیا است که در East Devon واقع شده‌است. براودهمبوری ۶۵۴ نفر جمعیت دارد.